# Трајон (Небраска)
Трајон (енгл. Tryon) насељено је место без административног статуса у америчкој савезној држави Небраска.

## Демографија
По попису из 2010. године број становника је 157.
| Група             | 2000.    | 2010.       |
| Белци             | 0 (0,0%) | 150 (95,5%) |
| Афроамериканци    | 0 (0,0%) | 2 (1,3%)    |
| Азијати           | 0 (0,0%) | 0 (0,0%)    |
| Хиспаноамериканци | 0 (0,0%) | 1 (0,6%)    |
| Укупно            | 0        | 157         |